# George Washington Cullum
George Washington Cullum (25 février 1809 - 28 février 1892) est un ingénieur militaire, officier d'armée et écrivain américain.

## Biographie
Il est nommé brigadier général des combattants volontaires nordistes le 1er novembre 1861.
En février 1862, l'armée du général Ulysses S. Grant, à la suite de sa victoire à la bataille de Fort Henry et, dix jours plus tard, à celle de Fort Donelson, capture de 12 000 à 15 000 soldats confédérés. L'armée nordiste est incapable de gérer autant de prisonniers et agit de façon chaotique. Cullum fait envoyer plusieurs prisonniers à Saint-Louis au Missouri avant de recevoir des instructions du War Department (futur département de la Défense) de diriger 7 000 prisonniers au camp Douglas près de Chicago.

## Publications
- 1849 : Description Of A System Of Military Bridges, With India-Rubber Pontons[3]
- 1863 : Systems of Military Bridges[4]
- 1868 : Biographical Register of the Officers and Graduates of the United States Military Academy (troisième édition : 1891–1910)[4]
- 1879 : Campaigns and Engineers of the War of 1812–15[4]
- 1887 : Struggle for the Hudson (partie de l'ouvrage Narrative and Critical History of America)[4]
- 1888 : Fortification and Defenses of Narragansett Bay[5],[3]
- Feudal Castles of France and Spain[5]